# Предстательная железа человека

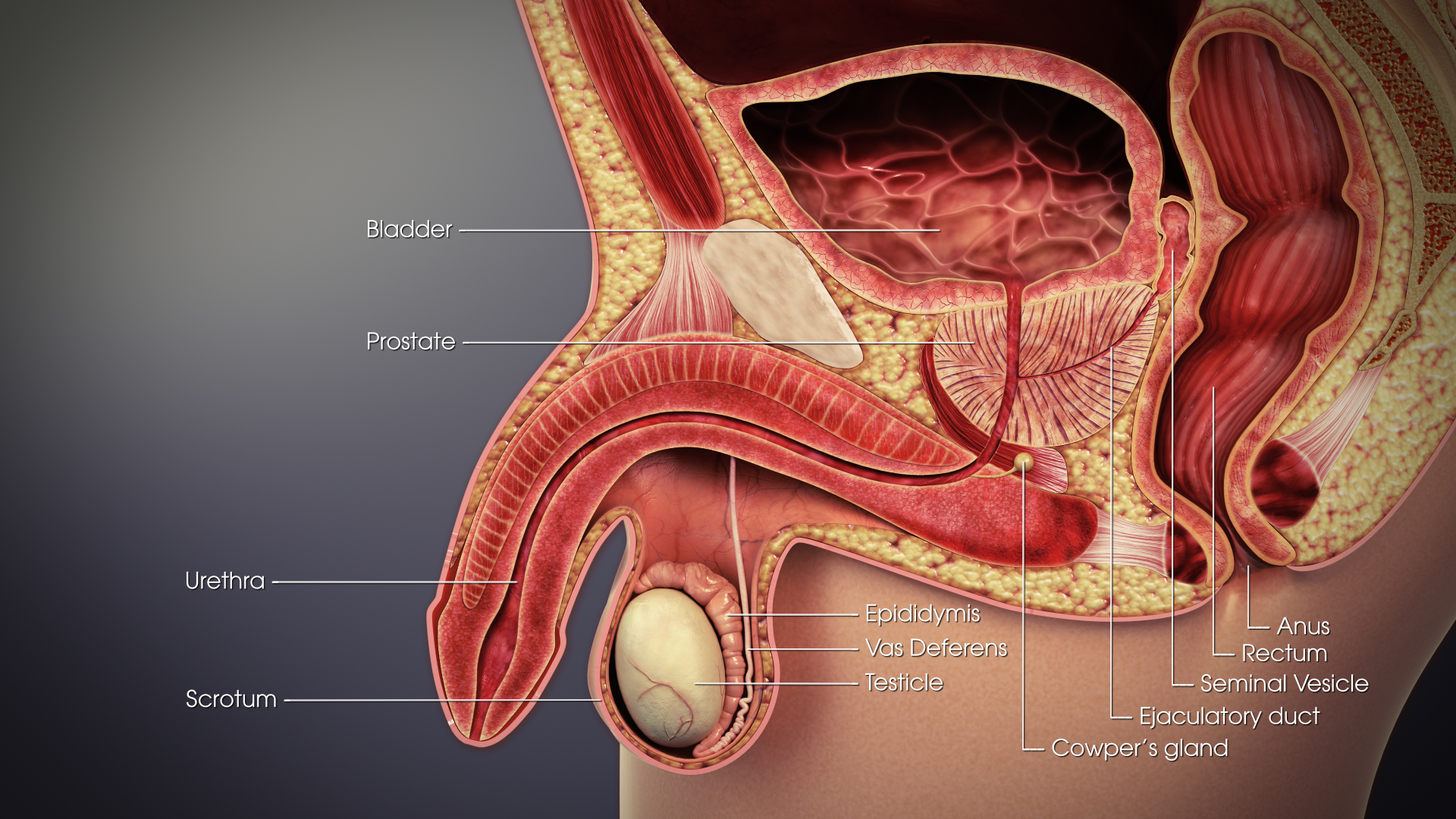
Предстательная железа мужчины на рисунке сагиттального среза

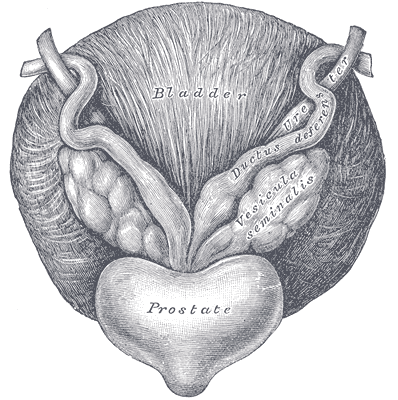
Расположение предстательной железы относительно мочевого пузыря мужчины, вид сзади

Предста́тельная железа́ (синоним — проста́та, лат. prostāta) — экзокринная трубчато-альвеолярная железа мужского организма.

## Анатомия

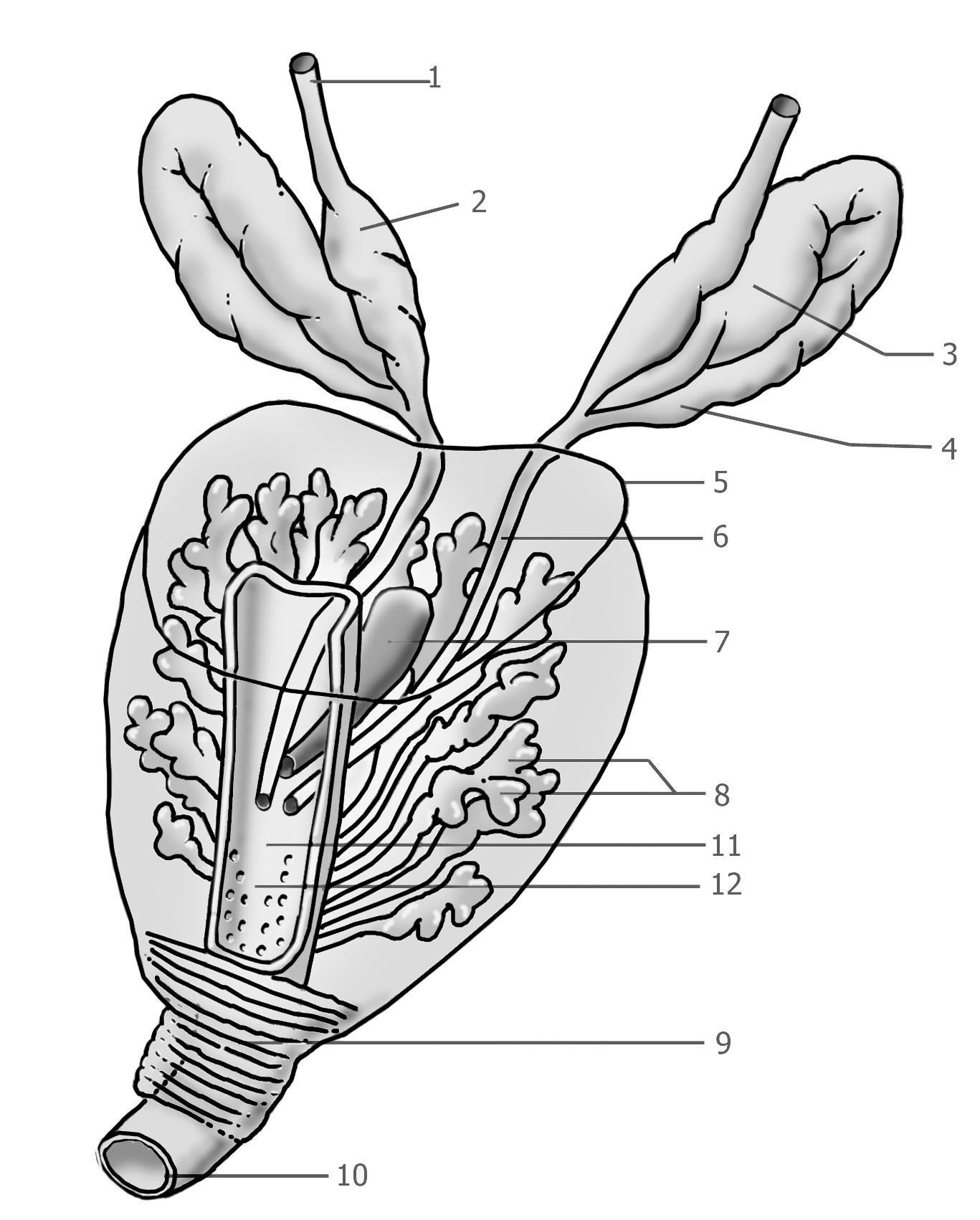
Схема желёз и протоков в предстательной железе

У мужчины предстательная железа — непарный андрогензависимый орган, расположенный ниже мочевого пузыря, с дном которого срастается в передней части. Через неё проходит начальная часть мочеиспускательного канала. Выводные протоки предстательной железы открываются в мочеиспускательный канал.
Посредством лобково-простатических связок (лат. ligg. puboprostatica) передняя и боковая поверхности предстательной железы прикрепляются к задней поверхности лобкового симфиза и части сухожильной дуги тазовых костей.

### Анатомические особенности строения простаты
Предстательная железа расположена в центре мужского таза, циркулярно охватывает шейку мочевого пузыря и проксимальный отдел уретры. Апикальной частью она соприкасается с тазовой диафрагмой, выше которой располагается наружный сфинктер уретры, осуществляющий основную замыкательную функцию. Дорсально железа граничит с ампулой прямой кишки, передняя стенка которой и фасция Денонвилье позволяют отчётливо пальпировать заднюю поверхность предстательной железы. Дорсокраниально простата анатомически тесно связана с семенными пузырьками и семявыносящими протоками, которые перфорируют тело железы в косом направлении и открываются на вершине семенного бугорка. Последний локализуется в нескольких миллиметрах проксимальнее наружного сфинктера уретры, состоящего из поперечно-полосатых мышечных волокон.

### Кровоснабжение
Предстательную железу кровоснабжают нижние пузырные артерии, а также средние артерии прямой кишки. Венозный отток идет от пузырных и простатических сетей в нижние пузырные вены. Сосуды простаты развиваются вплоть до наступления половой зрелости.

### Иннервация
Осуществляется ветвями нижнего подчревного сплетения (симпатические ганглии ТXI-LII), тазового сплетения (симпатическими и парасимпатическими ганглиями SII-IV) Архивная копия от 1 апреля 2022 на Wayback Machine.

## Гистология
Предстательная железа, или простата, — мышечно-железистый орган, охватывающий верхнюю часть мочеиспускательного канала.
Предстательная железа покрыта тонкой соединительнотканной капсулой. Её паренхима состоит из многочисленных отдельных слизистых желёз, выводные протоки которых открываются в мочеиспускательный канал. Железы располагаются вокруг мочеиспускательного канала тремя группами: центральная, периферическая и промежуточная.
Центральная группа состоит из мелких желёз в составе слизистой оболочки вокруг мочеиспускательного канала. Промежуточная группа в виде кольца залегает в соединительной ткани подслизистой основы.
Периферическая группа состоит из собственно предстательных желёз, которые занимают большую часть органа. Их концевые отделы образованы высокими слизистыми экзокриноцитами. Выводные протоки перед впадением в уретру расширяются в виде ампул, выстланных многорядным призматическим эпителием.
В месте впадения семявыносящего канала в уретру в предстательной железе расположен семенной бугорок.
Функция предстательной железы заключается в выработке секрета, участвующего в разжижении эякулята.

## Физиология
Вырабатываемый простатой секрет, выбрасываемый во время эякуляции, содержит иммуноглобулины, ферменты, витамины, лимонную кислоту, ионы цинка и др. Этот секрет также участвует в разжижении эякулята.
Функции простаты контролируются: гормонами гипофиза, андрогенами, эстрогенами, стероидными гормонами.
Функции предстательной железы:
- выработка секрета простаты, который является составной частью спермы.
- играет роль клапана — закрывает выход из мочевого пузыря во время эрекции.

## См. также

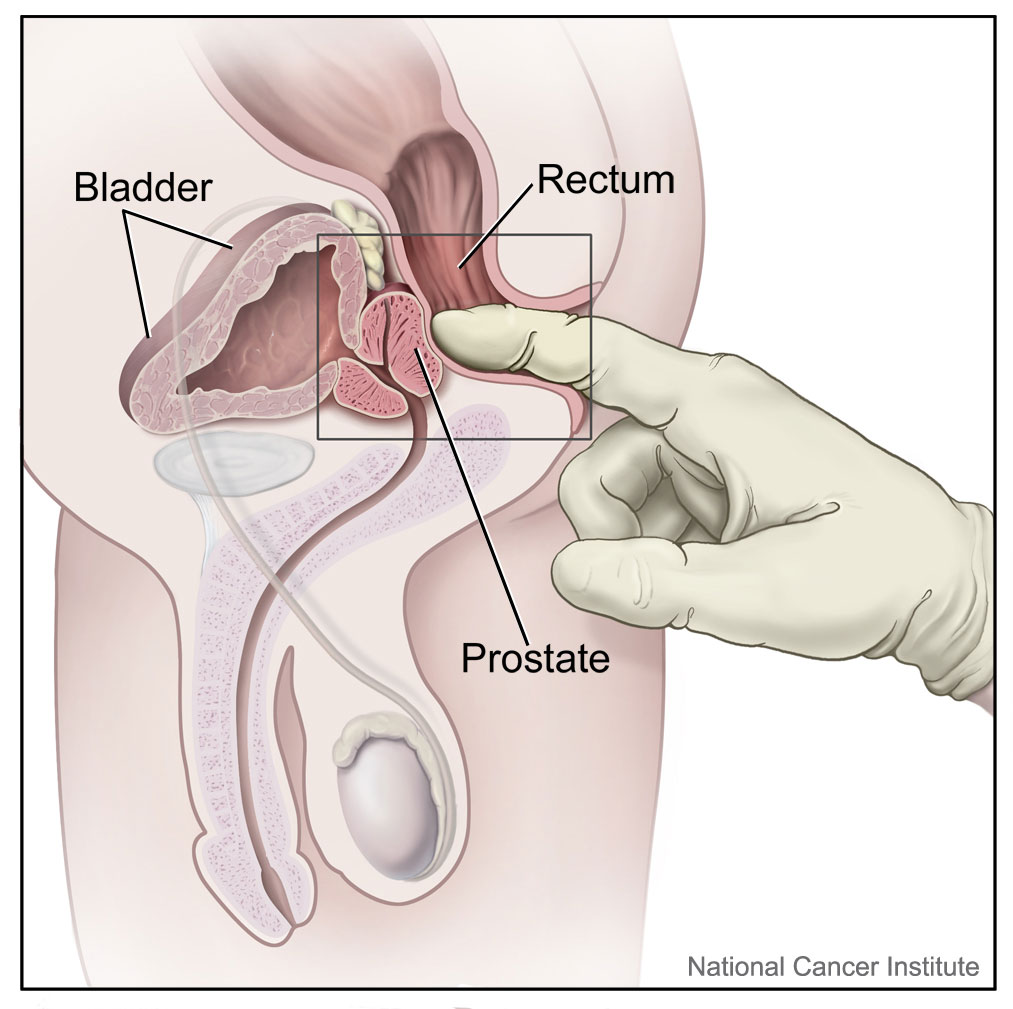
Ректальное исследование простаты